# Han Meng
Han Meng est un général sous Yuan Shao. Lors de la bataille de Guandu en l’an 200, il fut chargé d’acheminer les vivres à la grande armée de Yuan Shao. Dans son exécution, il fut la cible d’une attaque nocturne de la part de Xu Huang et Shi Huan. Pendant qu’il s’affaira à combattre l’ennemi, le convoi fut entièrement brûlé et Han Meng réussit à fuir. Au retour de sa défaite, Yuan Shao voulut le mettre à mort, mais Han Meng fut épargné à la suite de la demande de ses collègues.